# Złota klatka (telenowela)
Złota klatka (hiszp. La jaula de oro) – meksykańska telenowela z 1997 roku. W rolach głównych Edith González i Saúl Lisazo.

## Wersja polska
W Polsce telenowela była emitowana w telewizji TVN. Pierwszy odcinek wyemitowano 25 stycznia 1999 o godzinie 10.00. Opracowaniem wersji polskiej na zlecenie TVN zajęło się ITI Film Studio. Autorką tekstu była Olga Krysiak. Lektorem serialu był Tomasz Magier.

## Obsada
- Edith González - Oriana Valtierra / Carolina Valtierra / Renata Duarte
- Saúl Lisazo - Alex Moncada / Franco López
- René Casados - Flavio Canet
- María Teresa Rivas - Ofelia Casasola
- Antonio Medellín - Omar
- Patricio Castillo - Benjamín Acevedo
- Cecilia Coronel - Elis Canet
- Arcelia Ramírez - Martha
- Vanessa Bauche - Cristina
- Socorro Bonilla - Doña Tere
- Fernando Sáenz - Valerio
- Jaime Lozano - Artemio
- Kenia Gazcón - Camelia
- Alpha Acosta - Marianela
- Isaura Espinoza - Dolores
- Edi Xol - Alberto
- Ricardo Dalmacci - Gustavo
- María de Souza - Amira
- Bárbara Gómez - Regina
- Tony Marcín - Ana
- Ana María Jacobo - Severina
- Ernesto Rivas - Sergio
- Janet Ruiz - Rosa
- Fernando Rubio - Maximino
- Zulema Cruz - Locutora
- Claudio Rojo - Oficial de policía
- Judith Muedano - Recepcionista
- Francisco Haros - César Valtierra
- Liliana de Ita - Señora
- José Olivares - Hombre joven
- Julián de Jesús Núñez - Pedro
- María Dolores Oliva - Irene